# Maiale da guerra

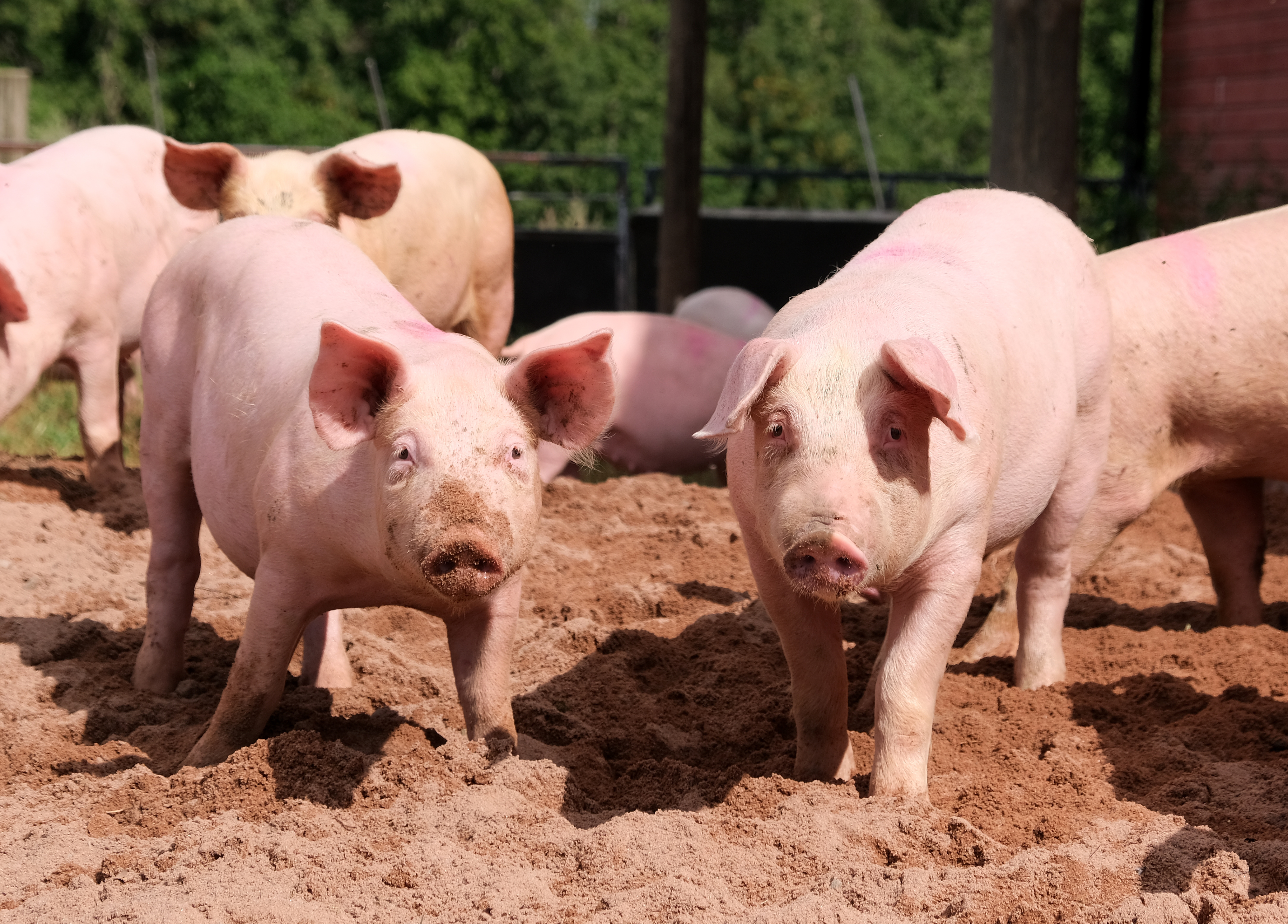
Maiali

I maiali da guerra sono maiali che venivano utilizzati nelle guerre antiche come animali da battaglia. In combattimento venivano impiegati principalmente come contromisura contro gli elefanti da guerra.
Resoconti storici di maiali incendiari furono registrati dallo scrittore militare greco Polieno e da Eliano. Entrambi gli scrittori riferiscono che l'assedio di Megara da parte di Antigono II Gonata nel 266 a.C. fu interrotto quando i megaresi cosparsero alcuni maiali con pece combustibile, petrolio greggio o resina, li incendiarono e li condussero verso gli elefanti da guerra ammassati dal nemico. Gli elefanti si imbizzarrirono, terrorizzati dai maiali fiammeggianti e stridenti, spesso calpestando e uccidendo un gran numero dei loro soldati. Secondo un racconto, Antigono in seguito fece in modo che i suoi mahut tenessero un maiale tra gli elefanti per abituarli alla presenza del suino e questa pratica fu immortalata da una moneta di bronzo romana risalente alla sua epoca, che mostrava un elefante da un lato e un maiale dall'altro.

## Storia
Nel I secolo a.C., l'autore romano Lucrezio notò che gli esseri umani potrebbero aver tentato di lanciare bestie feroci, come leoni o cinghiali selvaggi, contro il nemico, ma con risultati catastrofici. Nel 272 a.C., i Romani utilizzarono i cinghiali nella loro lotta contro gli elefanti da guerra dei Tarantini. Secondo una leggenda narrata nel Romanzo di Alessandro l'imperatore macedone Alessandro Magno venne a conoscenza di questa arma segreta contro gli elefanti da guerra dal re Poro in India.
Il comandante navale e militare romano Plinio il Vecchio riferì che gli elefanti sono spaventati dal più piccolo stridio dei maiali. L'autore e insegnante romano Eliano confermò che gli elefanti erano spaventati dai maiali stridenti e dagli arieti con le corna, e riferì che i Romani sfruttarono sia i maiali stridenti che gli arieti cornuti per respingere gli elefanti da guerra di Pirro nel 275 a.C.. Lo studioso greco bizantino Procopio, nella Storia delle guerre, registrò che i difensori di Edessa sospesero fuori dalle mura un maiale stridente per spaventare l'unico elefante da assedio di Cosroe nel VI secolo d.C.
Ancora nel XVI secolo, il presunto terrore dell'elefante per i maiali stridenti fu riportato dal politico inglese Reginald Scot.